# Justin Stanovnik
Justin Stanovnik, slovenski filolog, * 14. april 1928, Lesno Brdo, † 27. januar 2019, Horjul.
Profesor Stanovnik se je rodil v kmečki družini kot deseti in obenem najmlajši otrok. Leta  1940 se je vpisal na klasično gimnazijo v Ljubljani, leta 1944 pristopil k domobrancem, po koncu vojne prestal grozote taborišča Teharje, nadaljeval gimnazijski študij, bil leta 1949 aretiran in eno leto preživel na prisilnem delu v komunističnem koncentracijskem taborišču Strnišče. Leta 1950 se je vpisal na klasično filologijo na ljubljanski univerzi in nato še angleščino. Namesto latinščine in grščine je tako poučeval žive jezike po slovenskih šolah: (Kamnik /O.Š. Toma Brejca/, Ravne na Koroškem in Ljubljana). 
Ob ustanovitvi društva Nova Slovenska zaveza maja 1991 je prevzel skrb za društveno revijo Zaveza.